# Bad Großpertholz
Bad Großpertholz je městys v Rakousku, leží v okrese Gmünd ve spolkové zemi Dolní Rakousy.
Žije zde přibližně 1 400 obyvatel. Území obce sousedí s Českou republikou. Z Bad Großpertholz vede společná hraniční cesta do Pohorské Vsi.
Na území obce se nachází pramen řeky Lužnice.

## Části obce
Městys má 12 částí, v závorce je počet obyvatel k 1. lednu 2015.

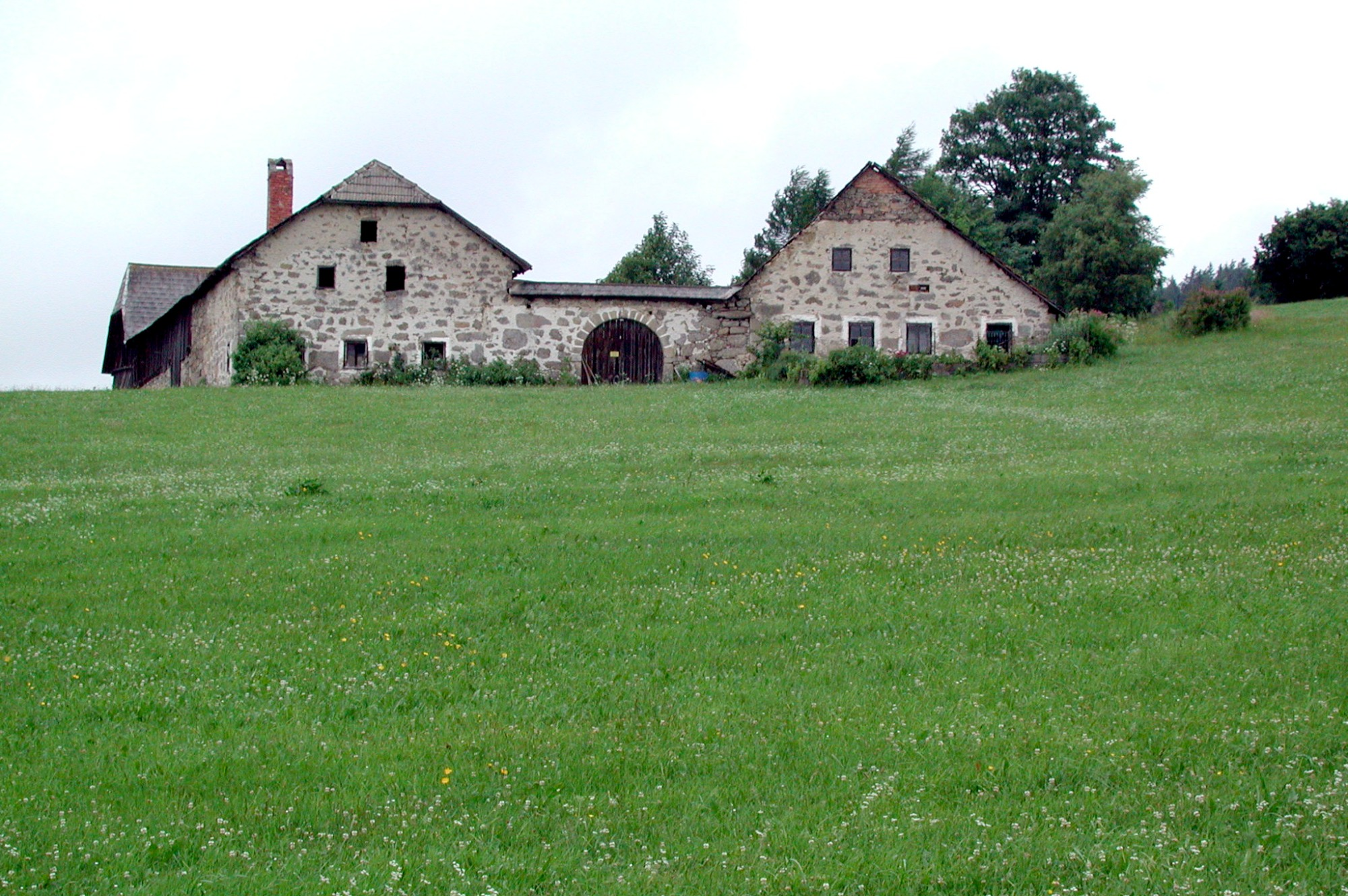
Statek v Karlstiftu

- Abschlag (77)
- Angelbach (121)
- Bad Großpertholz (553)
- Hirschenstein (0)
- Karlstift (140)
- Mühlbach (114)
- Reichenau am Freiwald (78)
- Scheiben (70)
- Seifritz (15)
- Steinbach (34)
- Watzmanns (78)
- Weikertschlag (56)